# Josip Takač
Josip Takač (en serbe : Јосип Такач, en hongrois : Takács József ; né à Subotica le 11 novembre 1919 et mort le 11 octobre 1991) est un footballeur yougoslave.

## Biographie

### En club
Né à Subotica, Takač commence à jouer en 1933 avec le club de sa ville natale le ŽAK Subotica.
En 1937, il s'installe à Novi Sad où il rejoint l'UTK (Újvidéki Textil SK) le club rival évoluant dans la première ligue de la région de Novi Sad.
Durant la Seconde Guerre mondiale, la région est occupée par les autorités hongroises. Il rejoint Újvidékí AC en juin 1942, le club local qui évoluait dans le Championnat de Hongrie de football. Il dispute 3 saisons au plus haut niveau hongrois. 
En 1944, la saison est interrompue car le régime hongrois perd la guerre. Takač quitte Novi Sad, retourne dans sa ville natale Subotica et retrouve son ancienne équipe le ŽAK.
Lors de la reprise de la région par les Partisans yougoslaves, ŽAK fusionne avec d'autres clubs locaux et forme le Spartak Subotica. Takač en devient l'un des joueurs les plus influents. Reconnu en Yougoslavie pour son talent, il rejoint l'étoile rouge de Belgrade en 1948.
En 1950, il retourne à Subotica et rejoint le Spartak.
Il termine sa carrière de joueur en 1962. 
Au cours de sa carrière en club, il a remporté 2 titres de Coupe de Yougoslavie.

### En sélection
Takač est membre de l'équipe yougoslave médaillée d'argent aux Jeux olympiques d'été de 1948. Il ne joue aucun match durant le tournoi.

### Entraîneur
Il poursuit une carrière d'entraîneur par la suite dirigeant notamment le Bačka Bačka Palanka.

## Palmarès
| \| Étoile rouge de Belgrade - Coupe de Yougoslavie (2) : - Vainqueur : 1948-49 et 1949-50. \| |  | Yougoslavie - Jeux olympiques : - Argent : 1948. |
| Étoile rouge de Belgrade - Coupe de Yougoslavie (2) : - Vainqueur : 1948-49 et 1949-50.       |  |                                                  |